# Bonvicino
Bonvicino est une commune italienne de la province de Coni, dans la région Piémont.

## Histoire

### XIXesiècle
- Carlo Emmanuele dal Pozzo, 5e prince de La Cisterna (né le 7 janvier 1787 à Turin et mort le 26 mars 1864 à Turin)[2], est un noble italien du XIXe siècle, homme politique du royaume de Sardaigne[3]. Il est le 5e prince de Belriguardo, 6e marquis de Voghera, 6e comte de Reano, 8e comte de Ponderano, 8e comte de Bonvicino, 6e comte de Neive, 6e comte de Perno et possédait encore d'autres titres [4].

## Administration
| Période                                  | Période | Identité | Étiquette | Qualité |
| ---------------------------------------- | ------- | -------- | --------- | ------- |
|                                          |         |          |           |         |
| Les données manquantes sont à compléter. |         |          |           |         |

### Communes limitrophes
- Belvedere Langhe
- Bossolasco
- Dogliani
- Murazzano
- Somano